# Exoglossum laurae
Exoglossum laurae е вид лъчеперка от семейство Шаранови (Cyprinidae).

## Разпространение
Видът е разпространен в САЩ.